# Crisis de la marea roja en Chiloé de 2016
La crisis de la marea roja en Chiloé, también conocida como «Mayo chilote», fue una catástrofe social, económica y ambiental ocurrida en el archipiélago de Chiloé, sur de Chile, en el otoño austral de 2016, producto de una severa floración algal nociva del dinoflagelado Alexandrium catenella, microalga responsable del fenómeno conocido como marea roja. La floración, que se extendió entre los meses de marzo y abril por todo el mar exterior de la Región de Los Lagos, el litoral interior de Chiloé y el canal de Chacao, afectó a miles de pescadores artesanales de la Isla Grande de Chiloé —además de otras comunas como Calbuco, Maullín y Puerto Montt, la capital regional— debido a la prohibición de extracción de recursos del mar, por estar contaminados con veneno paralizante de los mariscos (VPM).
Los graves efectos económicos y la deficiente respuesta entregada por la administración de Michelle Bachelet —como también el controvertido vertimiento de más de 4600 toneladas de salmón en descomposición frente a la costa de Chiloé, realizado en el mes de marzo por la industria salmonera con la autorización del Gobierno—, provocaron una movilización social sin precedentes en la historia de Chiloé, la cual, mediante bloqueos de rutas y de accesos marítimos a la isla, mantuvo al archipiélago paralizado y aislado del continente por dieciocho días —entre el 2 y el 19 de mayo—. Los bloqueos y protestas terminarían después de que todas las comunas movilizadas llegaran a acuerdos con el Gobierno sobre la ayuda económica, pero la prohibición de extraer recursos se mantendría por varios meses en diversas zonas de la región, debido a la presencia de toxinas.[cita requerida]
La crisis generó duros cuestionamientos al rol del Gobierno durante la emergencia, como también a la industria salmonera por su rol en la emergencia y el impacto de su operación en el medioambiente.

## Antecedentes

### Pesca artesanal y mitilicultura
La pesca artesanal es una de las actividades económicas más importantes en la Región de Los Lagos. Según estadísticas sectoriales, en las últimas décadas Los Lagos se ha posicionado como la región con el mayor número de pescadores artesanales de Chile: 32 946 al 2019, según cifras de la autoridad pesquera, cifra que representa el 36 % del total de pescadores artesanales del país. Asimismo, 189 de las 467 caletas pesqueras en Chile, equivalentes al 40 % del total, se encuentran en la región, de las cuales 93 de ellas se ubican en la provincia de Chiloé.
La región es también a nivel nacional la principal zona de desembarque de diversas especies de moluscos bivalvos: en 2015 había registrado el 95,3 % (12 365 toneladas) de los desembarques de almeja, el 88,6 % (5227 t) de desembarques de cholga y el 88,5 % (1011 t) de desembarques de chorito a nivel nacional.
El cultivo de chorito —desde comienzos del siglo XXI— también se ha convertido en una actividad relevante de la economía regional. Prácticamente la totalidad de la industria mitilicultora —como es conocida— se desarrolla en la Región de Los Lagos y se concentra en los archipiélagos de Chiloé y Calbuco, pero también tiene presencia en Puerto Montt, en el estuario de Reloncaví y en Hualaihué. Solo en 2015, el sector mitilicultor había cosechado 289 149 toneladas de chorito, con exportaciones ese año que generaron ingresos por 202 millones de dólares.

### Marea roja en Chile
El primer registro oficial en territorio chileno de una floración algal nociva (FAN) de la microalga Alexandrium catenella, —especie de dinoflagelado responsable del veneno paralizante de los mariscos (VPM), el tipo de marea roja más recurrente en las costas de Chile—, ocurrió en el estrecho de Magallanes en octubre de 1972, con un saldo de tres personas intoxicadas e igual número de fallecidos. Desde entonces, las FAN de Alexandrium catenella. se han repetido con frecuencia en la zona austral del país avanzando hacia la Región de Aysén, acumulándose hacia 1998 casi una treintena de episodios de intoxicación humana por VPM, con un total de 348 afectados y 23 personas fallecidas. Todos los casos producto del consumo de cholgas o choritos que estaban contaminados con la toxina paralizante.
Una floración de Alexandrium catenella se registró por primera vez en la Región de Los Lagos en el verano de 2002 —a partir de un bloom que se había iniciado en Aysén— y se extendió hasta el canal Dalcahue. Como resultado, por lo menos hubo nueve personas afectadas y una fallecida, y las comunas de Quellón, Queilen, Dalcahue y Ancud fueron declaradas en «Estado de Catástrofe», debido a los perjuicios económicos en la pesca artesanal que dejó la prohibición de extraer mariscos en las zonas afectadas.
El fenómeno se repitió en 2006; posteriormente volvió a aparecer en 2009 luego de que una floración en Aysén se extendiera hasta el sur de Quellón —observándose en aquella ocasión las concentraciones más altas alguna vez registradas de Alexandrium catenella— la cual afectó al menos a 28 personas.

## Floraciones algales nocivas de 2016

### Bloomde algas
Durante el 2015 se había presentado en el océano Pacífico un nuevo fenómeno de El Niño, por lo que proyecciones estimaban temperaturas más cálidas en el Pacífico Sur durante el verano de 2016,[cita requerida] una de las condiciones que —junto con el aumento de radiación solar que ocurre en verano— facilita el florecimiento de algas nocivas.[cita requerida]
A partir del 22 de febrero de 2016, centros salmoneros ubicados en el seno de Reloncaví y en el estuario de Reloncaví empezaron a reportar mortalidades masivas de salmones, por efecto de un bloom de la microalga Pseudochatonella sp. que asfixiaba a los peces en confinamiento. El rápido crecimiento del número de centros y empresas afectados llevó a que el 3 de marzo el Servicio Nacional de Pesca y Acuicultura (Sernapesca) calificara a la crisis como un «terremoto». Para fines de ese mes, el balance final de la contingencia sería de 45 centros afectados de 14 empresas —la gran mayoría de ellos ubicados en la zona del Reloncaví— y casi 25 millones de peces muertos, equivalentes a 40 000 toneladas de biomasa, correspondientes a alrededor de 106 000 toneladas a peso cosecha —el 12 % de la producción anual de la industria—.

### Vertimiento de salmones
La magnitud del evento hizo que el 3 de marzo la industria salmonera, mediante la asociación gremial SalmonChile, solicitara a la Dirección General del Territorio Marítimo y Marina Mercante (Directemar) autorización para verter al mar miles de toneladas de salmón muerto en descomposición, debido a que la capacidad de las plantas de reducción y vertederos en tierra estaba colapsada. La autoridad marítima, con el visto bueno de Sernapesca, aceptó la solicitud al día siguiente y otorgó una autorización para verter hasta nueve mil toneladas en un punto localizado a 75 mn (139 km) al oeste de la costa de Chiloé, a la misma latitud que el faro Punta Corona, zona designada según la autoridad por ser segura para el medio ambiente y actividades humanas. El vertimiento se realizó durante las siguientes semanas, entre el 11 y de 25 de marzo, y la cantidad total de desechos arrojados al mar llegó a las 4655 toneladas.

### Marea roja
A fines de enero de 2016, se detectaron altas concentraciones de VPM en Aysén, por lo que la autoridad decretó la prohibición de extraer moluscos en el litoral de la región, mientras que en el mismo periodo, se detectó en Chiloé central, en canal Yal, la presencia del veneno amnésico de los mariscos, al que también se le conoce como marea roja.
El 12 de febrero, el Laboratorio de Toxinas Marinas de la Universidad de Chile reportó la presencia de VPM en el sector de Quellón Viejo, pero a niveles subtóxicos. Sin embargo, el panorama cambió el 3 de marzo, cuando la Seremi de Salud de Los Lagos decretó la prohibición de extracción de mariscos en el sur de Chiloé, desde isla Tranqui hasta el paralelo 43, debido a la expansión de la floración algal nociva de Alexandrium catenella hasta la Región de Los Lagos. Quince días después, la zona de exclusión se extendió hasta la isla Lemuy.
Durante las siguientes tres semanas las áreas cerradas se mantuvieron sin mayores variaciones, solo con el levantamiento de la restricción en áreas puntuales; sin embargo, dicha estabilidad se interrumpió el 7 de abril cuando la autoridad sanitaria decretó, de manera inédita, el cierre de la bahía de Cucao, en el mar exterior de Chiloé, tras la detección de la toxina de veneno paralizante en machas del sector.
En los días posteriores la floración de A. catenella siguió avanzando hacia el norte: el 19 de abril fue detectada por vez primera en isla Abtao, comuna de Calbuco, y al día siguiente se confirmó el primer intoxicado por VPM: un habitante de Maullín que había consumido almejas contaminadas compradas en Carelmapu, por lo que ese mismo día, por primera vez en la historia de la región, se cerró toda la costa del Pacífico hasta el límite con la Región de Los Ríos —afectando a las comunas de Maullín, Los Muermos, Fresia, Purranque, Río Negro y San Juan de la Costa— y el canal de Chacao hasta isla Abtao y ensenada Codihué, perjudicando a las comunas de Ancud y Calbuco. De esta manera, miles de pescadores artesanales de la región quedaron imposibilitados de extraer recursos. 

## Alerta sanitaria
El 21 de abril, el Ministerio de Salud decretó una «alerta sanitaria» en toda la zona marítima de la Región de Los Lagos, debido a la gran expansión del veneno paralizante de los mariscos (saxitoxina) en los moluscos de la zona. En consecuencia, los mariscadores quedaron sin poder ejercer su labor, lo que implicó una repercusión en sus ingresos económicos, al no contar con seguros de por medio en muchos casos y depender de esta actividad independiente.
El lunes 25 de abril más de mil personas —entre pescadores artesanales y vecinos—realizaron en Ancud la primera marcha para exigir al Estado una solución ante la inminente crisis económica y social que iba a vivir la comuna. Dos días después, luego de una reunión con autoridades regionales en Calbuco, dirigentes de los recolectores de orilla y pescadores de Chiloé, expresaron su malestar ante la falta de medidas tomadas ante estas situaciones de emergencia para los trabajadores del sector pesquero, advirtiendo la radicalización de sus manifestaciones si no se concretaba una mayor ayuda social para los trabajadores afectados.
El 29 de abril se firmó un decreto presidencial que declara zona de catástrofe a todo el litoral de la región con presencia de marea roja, es decir, las comunas de San Juan de la Costa, Río Negro y Purranque en la provincia de Osorno, Fresia, Los Muermos, Maullín y Calbuco en Llanquihue, y Ancud, Quemchi, Chonchi y Quellón en Chiloé. Se estimaba que existían siete mil familias afectadas y que emplearían 5000 millones de pesos del presupuesto regional procedentes del Fondo Nacional de Desarrollo Regional. La presidenta Michelle Bachelet declaró en ese momento que el intendente regional sería el encargado de coordinar las medidas de mitigación del daño y que a través del BancoEstado se entregaría un subsidio para que las familias más afectadas, 500 en principio, pudieran comprar alimentos.
Benjamín Suárez, director del Laboratorio de Toxinas Marinas de la Universidad de Chile, calificó a este brote de marea roja como el de mayor gravedad registrado en la historia de Chiloé y manifestó su preocupación por la extensión del fenómeno hacia el norte, a la costa continental de la región de Los Lagos y la de Los Ríos, pues sus habitantes nunca antes lo han vivido. Días después la alerta sanitaria fue extendiéndose a otras zonas de Chiloé y el 11 de mayo se confirmó la llegada de marea roja a la Región de Los Ríos, por lo que las autoridades decretaron la prohibición de la extracción de mariscos en el litoral de esa región a la espera de determinar si existen otras áreas afectadas.

## Movilizaciones y protestas

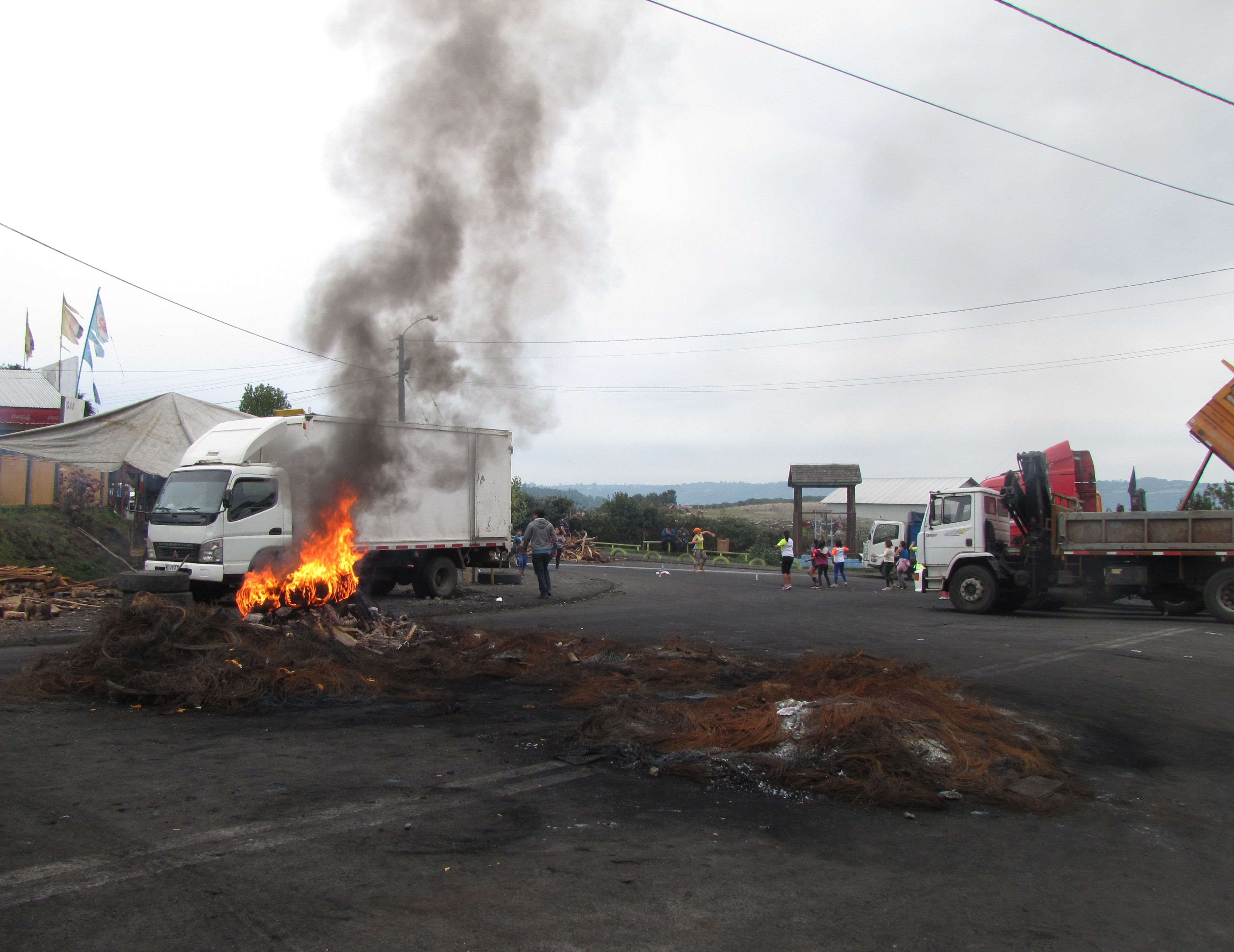
Barricada en la comuna de Dalcahue durante las movilizaciones.

Las primeras protestas comenzaron el 1 de mayo con manifestantes en distintos puntos de las islas. Ese día la estatua de la Pincoya —ser mitológico de Chiloé que custodia la vida marina y que está en el centro de la plaza de Castro— fue cubierta con pintura negra y se dejó un letrero que vinculaba los problemas del mar con la industria salmonera. Al no ver mayor respuesta por parte del gobierno central, el 2 de mayo se iniciaron los cortes de caminos, cuando un grupo indeterminado de manifestantes efectuó el bloqueó con barricadas de la ruta que conecta los puntos de acceso marítimo a la isla en el canal de Chacao y realizó una ocupación de las oficinas locales de Sernapesca en Puerto Montt. En principio, el Gobierno de Chile ofreció como única medida asistencial un bono de cien mil pesos mensuales (150 USD aproximadamente), siendo esta ayuda considerada por los afectados como «insuficiente» e incluso «indignante».
En los primeros días, pescadores artesanales acusaron que lo que ocurría no era tan solo marea roja, sino también el resultado del vertido de salmones muertos con alto contenido de químicos peligrosos, realizado en marzo. Las acusaciones las sustentaron en la observación de que también se han registrado varazones de jibias y medusas, especies que no suelen ser afectadas por la toxina. A pesar de que esto fue expuesto ante las autoridades en la mesa de conversaciones por el ingeniero civil y asesor de la mesa de la pesca artesanal y del sindicato pesquero, Javier Gallardo, desde el gobierno negaron que el vertido tuviera relación con la mortandad anómala de otras especies.
Durante el transcurso de los días, se enviaron fuerzas especiales de Carabineros a la Isla Grande para que estuviesen listos para actuar si se les ordenara controlar la situación. Esto ocasionó una sensación de inseguridad en la población, la cual se mostró en contra de todo movimiento de las fuerzas policiales, amenazando con cortar el diálogo si esto ocurriese. Sin embargo, en los primeros días hubo denuncias por la violencia de los enfrentamientos callejeros en el continente, entre carabineros y manifestantes, en los cuales se criticó el lanzamiento de gases lacrimógenos de manera indiscriminada.
A las protestas se sumó la Asociación de Dueños de Camiones de Castro, que realizó otros bloqueos en la carretera adicionales a los cometidos por los pescadores.
Por su parte, la Cámara de Diputados desarrolló una sesión especial de su Comisión de Pesca para brindar una ayuda desde el Poder Legislativo, expresando además el malestar por el actuar del Gobierno central.

## Negociaciones y fin de la movilización
El 5 de mayo se estableció la primera mesa de negociaciones entre las autoridades del Gobierno —dirigida por el ministro de Economía, Luis Felipe Céspedes— y los dirigentes de los pescadores, pero finalizó durante el mismo día, sin haber un acuerdo satisfactorio entre las partes. El 9 de mayo, el vicepresidente de los pescadores de Chiloé, Luis Cárdenas, presentó un petitorio de 28 puntos para deponer las movilizaciones, exigiendo, entre otras medidas, un monto por familia de $ 1,8 millones, consistente en un bono de $ 300 000 por término de conflicto y cinco cuotas del mismo monto, los que se deberían extender si la marea roja perduraba por más tiempo. En respuesta, el ministro de Economía anunció que pese al rechazo, igualmente el gobierno entregaría a las familias afectadas un bono de $ 300 000 y tres mensuales de $ 150 000 cada uno, volviendo a bajar la oferta a un total de $ 750 000. Con todo, hacia el miércoles 11 de mayo, los pescadores artesanales anunciaron que como condición para deponer las movilizaciones exigían en la zona la presencia de un delegado presidencial con amplias facultades para definir una nueva política de Estado para la pesca artesanal afectada por la crisis ambiental, la que debería abordarse en conjunto con los pescadores, el intendente regional, los parlamentarios de la región, los alcaldes y los consejeros regionales.
El viernes 13 de mayo el gobierno alcanzó su primer acuerdo con cuatro sindicatos de recolectores de machas y de otros recursos de orilla, procedentes de la zona de Cucao (Chonchi), en la costa occidental de Chiloé. Entre otras medidas, el acuerdo considera la entrega de bonos individuales para unos 350 recolectores, en vez de los bonos por familia de la propuesta original del gobierno, y también la implementación de planes de reconversión productiva, hacia la agricultura y el turismo. Ese mismo día, también se constituyó el comité científico para el estudio de origen de la marea roja que afectó a la región, anunciado unos días antes el gobierno.

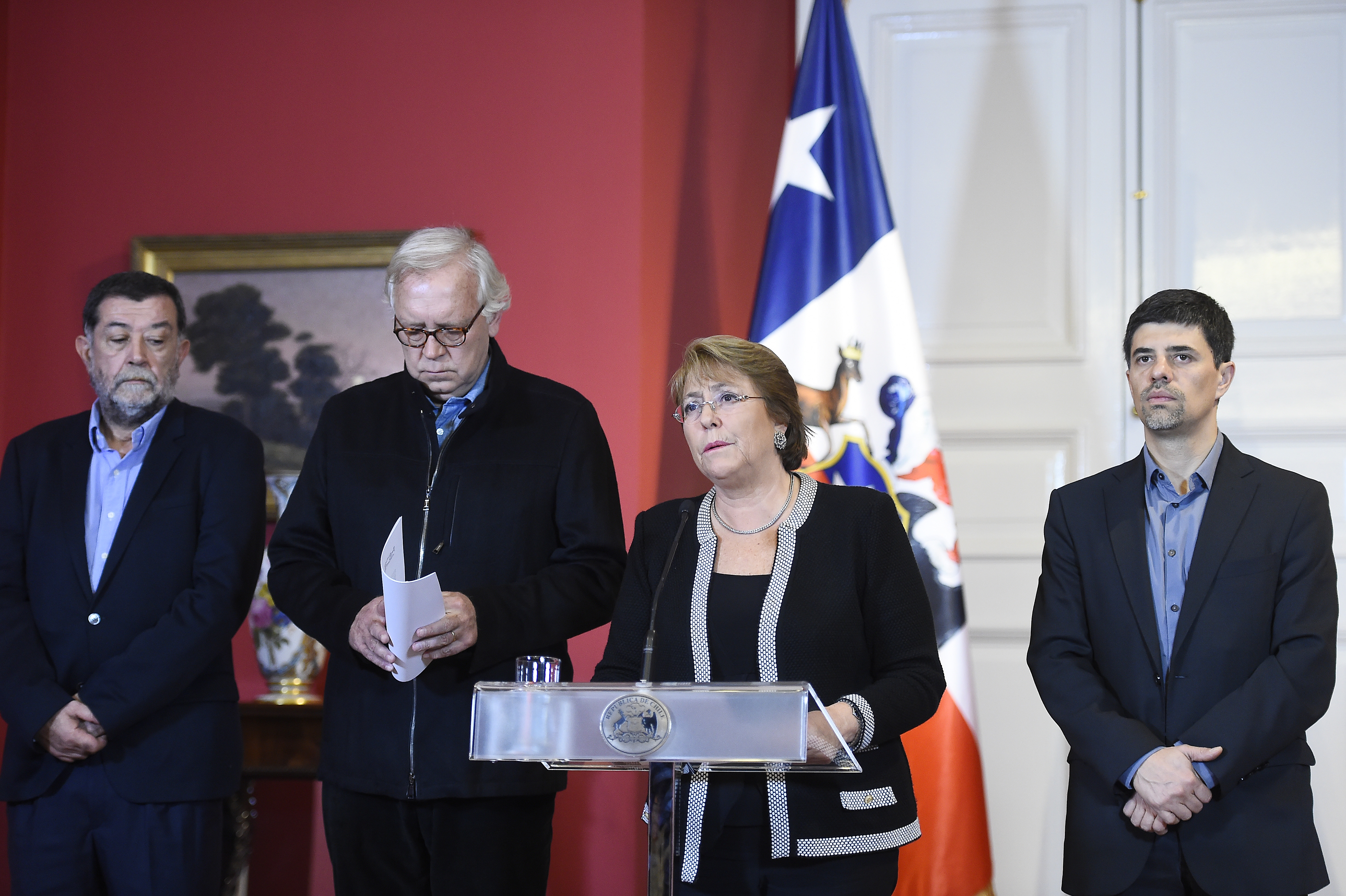
La presidenta Michelle Bachelet durante el anuncio del ministro Luis Felipe Cëspedes como ministro coordinador de la crisis, el 14 de mayo.

El 14 de mayo la presidenta Bachelet designó a Luis Felipe Céspedes como ministro coordinador, para encabezar las acciones gubernamentales destinadas a resolver la crisis y coordinar las acciones que tomaran los diferentes ministerios para enfrentar el problema de marea roja y sus consecuencias para los habitantes de la región. Asimismo, Bachelet se refirió al comité científico que investigaría la expansión de la marea roja por el mar chileno y lo ocurrido a raíz de la muerte de salmones en centros de cultivo. La presidenta aseguró además que su gobierno iba a crear mesas de trabajo para solucionar otras «demandas históricas» de la Región de Los Lagos que no tenían relación con la marea roja.
Luego de este anuncio, la Mesa Provincial de Castro, que agrupaba a pescadores, recolectores y feriantes de siete comunas de la provincia de Chiloé, acordó enviar representantes a Puerto Montt a negociar con el ministro coordinador para intentar alcanzar un acuerdo. El mismo día se anunció un entendimiento con los pescadores y recolectores de esta mesa provincial, por lo que levantaron los bloqueos de caminos en sus comunas: Queilen, Chonchi, Puqueldón, Castro, Dalcahue, Quinchao y Curaco de Vélez. Sin embargo, en los días siguientes a este anuncio, agrupaciones de pescadores y recolectores de las comunas de Chonchi y Queilen afirmaron que continuaban con las manifestaciones y bloqueos de caminos, pues quienes habían alcanzado un acuerdo procedían solamente de los sectores de Cucao y Contuy (Queilen).
El 19 de mayo el Ministerio de Economía anunció que había alcanzado un acuerdo con los pescadores de Ancud y que por ende las movilizaciones habían llegado a su fin.

## Manifestaciones de apoyo
El 4 de mayo se convocó a una marcha en la ciudad de Ancud a la que acudieron seis mil personas aproximadamente, en apoyo al petitorio de los pescadores de Chiloé. Durante la tarde del 5 de mayo en la capital del país, Santiago de Chile, un grupo, conformado principalmente por chilotes residentes en la ciudad, se manifestó con lienzos y pancartas alusivos a la causa en la plaza Baquedano.
El 6 de mayo se realizaron manifestaciones en Santiago, Valparaíso, Concepción, Valdivia y Coyhaique. En la capital de país, 300 personas se reunieron en la calzada sur de la Alameda, en las cercanías del paseo Ahumada, donde se realizaron protestas y tomas de las calles; adicionalmente, manifestantes, en una protesta simbólica, arrojaron cabezas de salmones y pintura roja en una de las piletas de la plaza de la Ciudadanía, detrás del Palacio de La Moneda. En Valparaíso, se realizaron manifestaciones en avenida Pedro Montt. Y en Concepción, se reunieron 300 personas que marcharon desde los Tribunales de Justicia, y se realizaron barricadas en la plaza de la Independencia y en avenida Paicaví.
El 10 de mayo, un grupo de chilenos residentes en Estocolmo, Suecia, protestó con lienzos y panfletos relacionados con el conflicto en las cercanías del Palacio de Rosenbad, sede del gobierno sueco, en medio de la visita oficial que realizó la presidenta chilena, Michelle Bachelet, al país escandinavo durante esos días. El 13 de mayo, y como parte de la misma gira presidencial, manifestantes chilenos protestaron en Londres, Reino Unido, en las afueras del evento Chile Day, celebrado en ese país y que contó con la presencia de la mandataria chilena.
La encuesta semanal Plaza Pública-Cadem, dada a conocer el 16 de mayo, reveló que el 76 % de los chilenos aprobaba las movilizaciones chilotas, pero que el 60 % estaba en contra de los bloqueos de rutas y barricadas. Al día siguiente, otra encuesta a nivel nacional, esta vez realizada por Radio Cooperativa e Imaginacción, mostró que el 77,8 % de los entrevistados evaluaba como «mala o muy mala» la conducción del conflicto que tenía el gobierno, mientras que el 75,8 % responsabilizaba a la industria salmonera de la extensión y gravedad de la marea roja.

## Consecuencias
Entre las principales consecuencias por el bloqueo, se citan la falta de gasolina para consumo civil en ciudades como Castro, donde prácticamente se agotó para la venta y la escasa cantidad que queda se destinó prioritariamente a los servicios de emergencia como bomberos, ambulancias y carabineros. Junto con la escasez de combustible, estuvo amenazado el abastecimiento de alimentos perecibles y medicinas en supermercados, negocios y farmacias. En materia de salud, el hospital de Castro operó solamente en atención de urgencia ya que los insumos médicos eran escasos y se temió una emergencia sanitaria, porque el servicio de recolección de basura se vio afectado por la falta de combustible y la lejanía del vertedero con respecto a la ciudad (15 km), teniendo que usar contenedores.
Otra consecuencia importante fue la disminución de la confianza en los productos marítimos de exportación chilenos, principalmente del salmón. Ha expresado su preocupación sobre la crisis de credibilidad, por ejemplo, la Cámara Chilena Norteamericana de Comercio.

### Comisión científica
A fines de mayo de 2016, el buque de investigación de la Armada de Chile Cabo de Hornos (AGS-61) zarpó con una comisión de oceanógrafos, químicos, analistas en marea roja y expertos ambientales, además de dos pescadores de Ancud como observadores hacia las costas de la Región de Los Lagos, entre la isla de Chiloé y el golfo Corcovado, sirviendo de plataforma para realizar tomas de muestras para estudiar la proliferación de algas productoras de neurotoxinas contaminantes de mariscos.
En noviembre de 2016 la comisión científica entregó su informe final —sus resultados preliminares había dado a conocer en agosto—, el cual descartó una relación entre el vertimiento de salmones y la marea roja. Algunas de las conclusiones fueron:
1. «La zona costera de la Región de Los Lagos estuvo sujeta a una serie de anomalías climáticas y oceanográficas durante el verano y otoño del 2016 que permiten explicar la proliferación de fitoplancton, incluyendo especies nocivas»,
2. Sobre el vertimiento de salmones: dadas las condiciones de viento en marzo y abril, «que el transporte de agua y material en suspensión durante y con posterioridad al vertimiento de salmones ocurrió mayoritariamente de este a oeste (hacia mar afuera) y de sur a norte, y no hacia la isla de Chiloé».
3. Que las concentraciones de amonio en el océano detectadas en el crucero de investigación durante el mes de mayo «efectivamente podrían ser un resabio del vertimiento», y que se dispersaron de manera paralela a la costa.[80]

Diversas organizaciones sociales de Chiloé manifestaron su rechazo a las conclusiones de la comisión científica.

## Galería
|           |
| Barricada |

|                   |
| Barco en la calle |

|                    |
| Cartel en paradero |

|                          |
| Supermercado en Dalcahue |